# Ньютон (округ, Індіана)
Шаблон:StateAbbr_ 40°57′ пн. ш. 87°24′ зх. д. / 40.95° пн. ш. 87.4° зх. д.
Округ Ньютон (англ. Newton County) — округ (графство) у штаті Індіана, США. Ідентифікатор округу 18111.

## Історія
Округ утворений 1835 року.

## Демографія
За даними перепису
2000 року
загальне населення округу становило 14566 осіб, зокрема міського населення було 400, а сільського — 14166.
Серед мешканців округу чоловіків було 7239, а жінок — 7327. В окрузі було 5340 домогосподарств, 4000 родин, які мешкали в 5726 будинках.
Середній розмір родини становив 3,12.
Віковий розподіл населення поданий у таблиці:
| Стать    | До 15 років | 15-21 | 22-29 | 30-39 | 40-49 | 50-65 | 65-85 | Понад 85 |
| -------- | ----------- | ----- | ----- | ----- | ----- | ----- | ----- | -------- |
| Чоловіки | 1601        | 764   | 656   | 1063  | 1151  | 1236  | 714   | 54       |
| Жінки    | 1495        | 715   | 609   | 1070  | 1131  | 1205  | 924   | 178      |

## Суміжні округи
- Лейк — північ
- Джеспер — схід
- Бентон  — південь
- Іроквай, Іллінойс — захід
- Канкакі, Іллінойс — північний захід

## Виноски
1. ↑  U.S. Decennial Census. United States Census Bureau. Процитовано 10 липня 2014.
2. ↑  Historical Census Browser. University of Virginia Library. Архів оригіналу за 11 серпня 2012. Процитовано 10 липня 2014.
3. ↑  Population of Counties by Decennial Census: 1900 to 1990. United States Census Bureau. Процитовано 10 липня 2014.
4. ↑  Census 2000 PHC-T-4. Ranking Tables for Counties: 1990 and 2000 (PDF). United States Census Bureau. Процитовано 10 липня 2014.
5. ↑  Newton County QuickFacts. Бюро перепису населення США. Архів оригіналу за 7 червня 2011. Процитовано 25 вересня 2011.(англ.) Наведено за англійською вікіпедією.
6. ↑  American FactFinder. Бюро перепису населення США. Архів оригіналу за 26 лютого 2012. Процитовано 31 січня 2008.

| США | Це незавершена стаття з географії США. Ви можете допомогти проєкту, виправивши або дописавши її. |